# 尼古拉·波格丹諾夫-別爾斯基
尼古拉·彼得羅維奇·波格丹諾夫-別爾斯基（俄語：Никола́й Петро́вич Богда́нов-Бе́льский，羅馬化：Nikolay Petrovich Bogdanov-Belsky，1868年12月6日—1945年2月19日）是一名俄羅斯畫家。

## 生平
波格丹諾夫-別爾斯基於1868年出生在斯摩棱斯克省希蒂基（Shitiki）。他在謝苗·拉欽斯基美術學校學習藝術，1883年在特羅伊茨-謝爾蓋耶娃修道院學習聖像繪畫，1884年至1889年在莫斯科繪畫、雕塑和建築學校學習現代繪畫，1894年至1895年在聖彼得堡帝國藝術學院學習。1890年代末，他在巴黎的私人工作室工作和學習。
波格丹諾夫-別爾斯基活躍於聖彼得堡。1921年後，他只在拉脫維亞的里加工作。他成為幾個著名協會的成員，包括1895年的巡迴展覽畫派和1909年的阿爾希普·庫因德奇協會（他是該協會的創始成員和1913至1918年的主席）。
波格丹諾夫-別爾斯基主要畫風俗畫，特別是農民孩子的教育、肖像畫和印象派風景研究。他於1903年成為教育家和院士。1914年，他是藝術學院的活躍成員。現實主義藝術受到蘇聯的強烈反對，迫使藝術家在1921年搬遷到里加。由於蘇聯對波羅的海國家的佔領，波格丹諾夫-別爾斯基搬到了柏林。1945年2月19日，他在盟軍的轟炸中喪生，享年76歲。他被埋葬在柏林-泰格爾俄羅斯東正教公墓。

## 作品

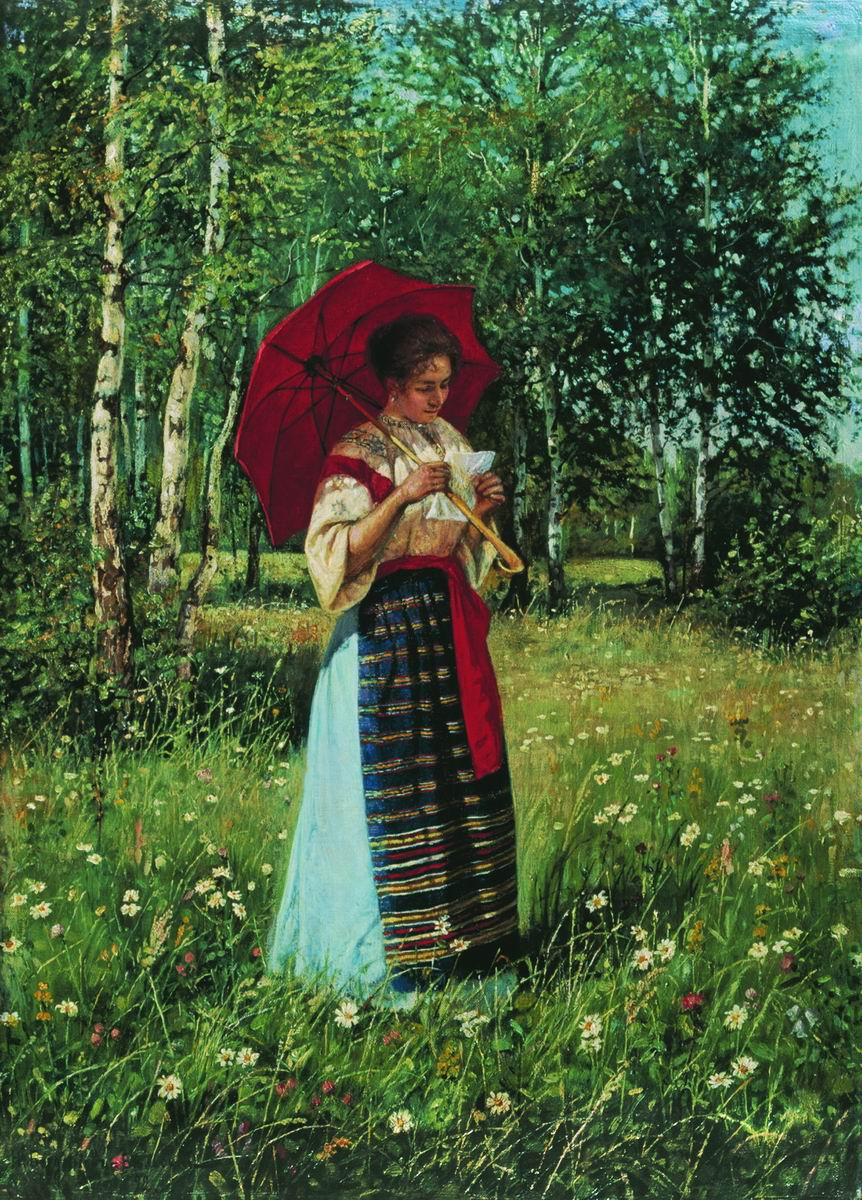
讀信，1892年
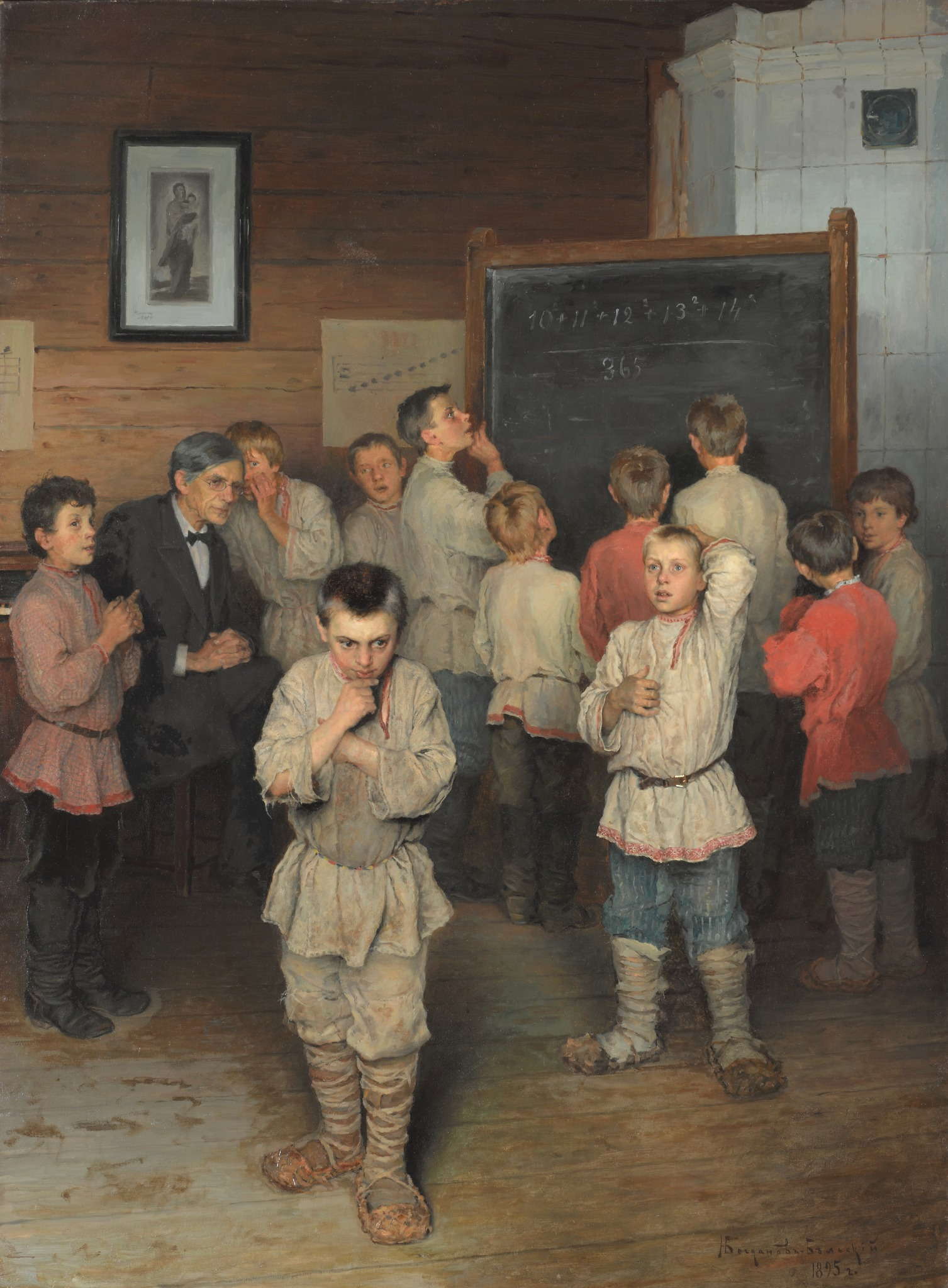
拉欽斯基學校的心算課，1895年
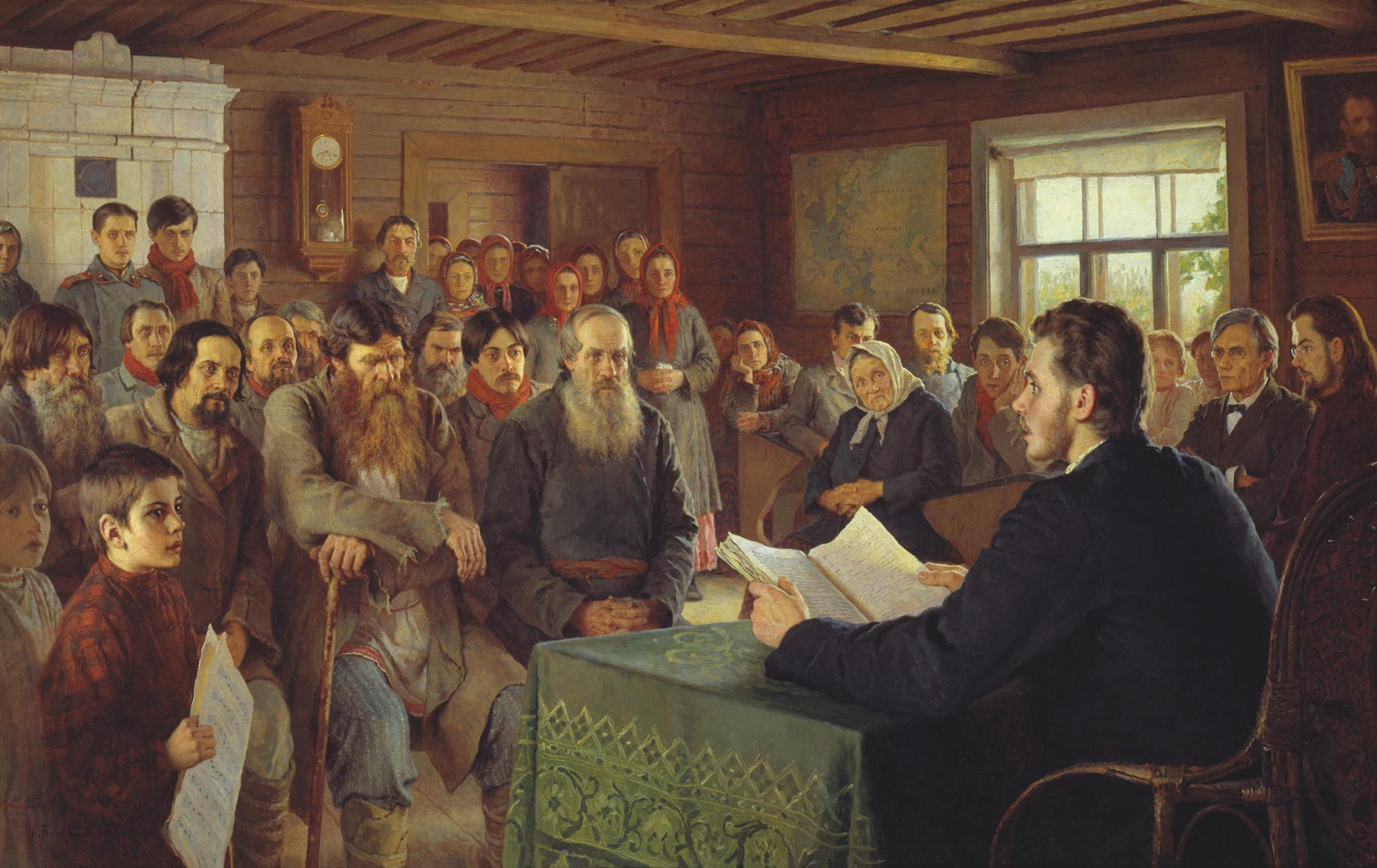
鄉村學校的週日閱讀，1895年
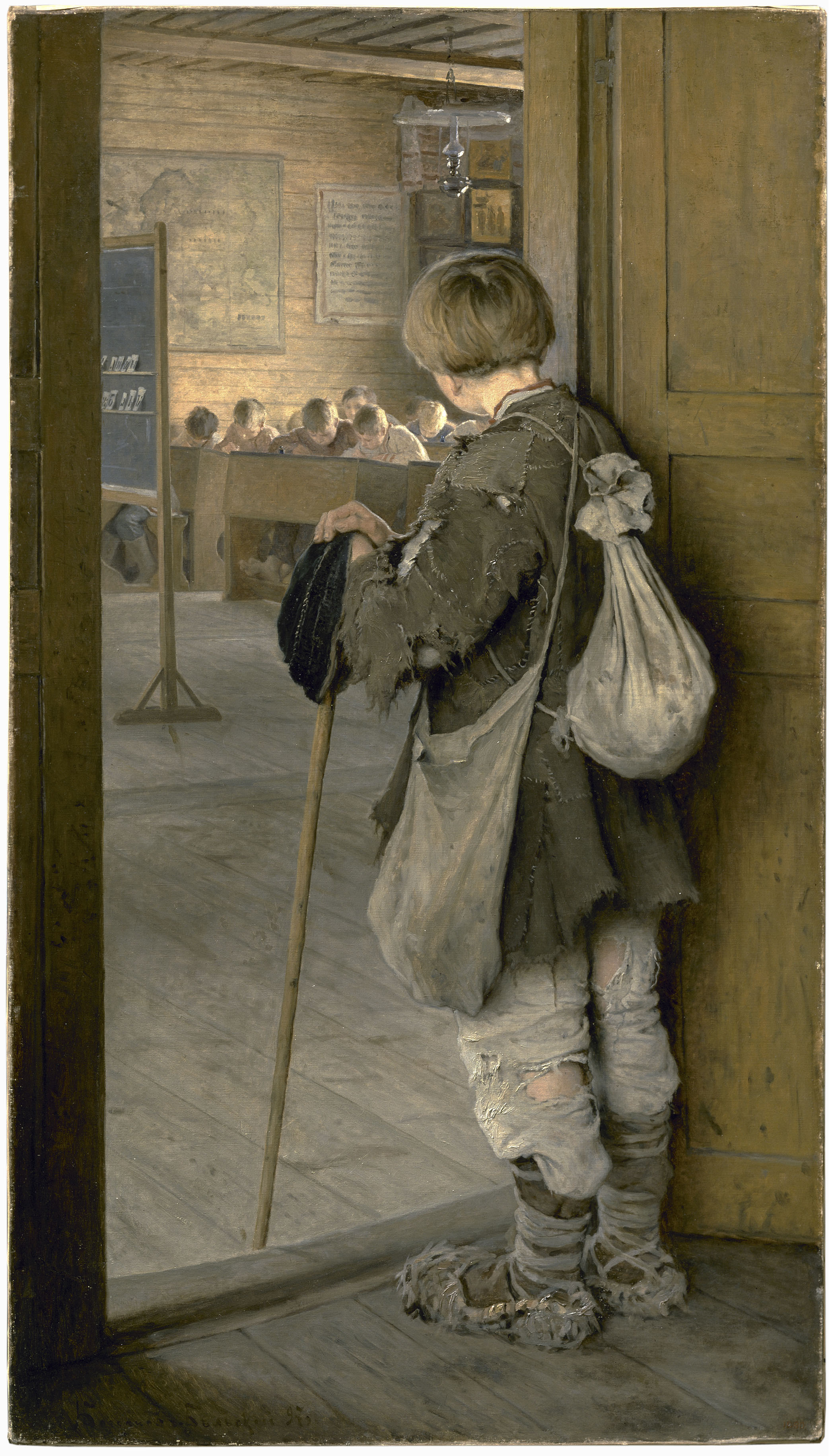
在學校門口，1897年
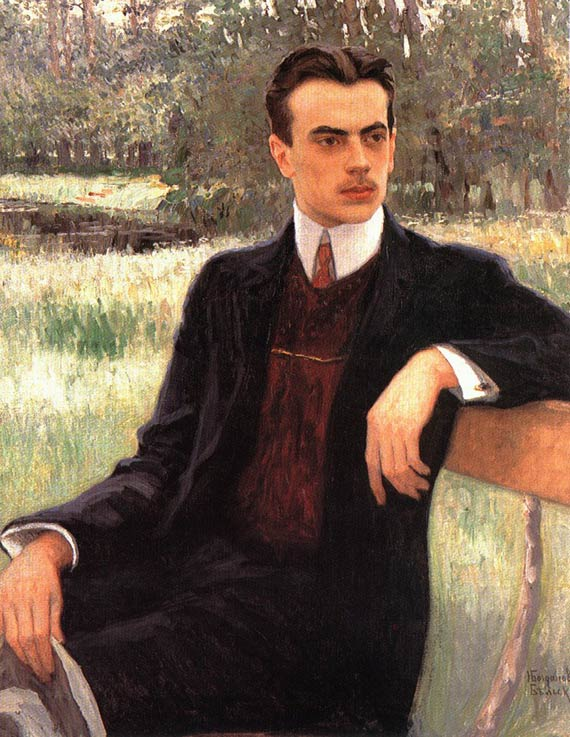
尼古拉·費利克斯維奇·尤蘇波夫（英语：House of Yusupov），1911年

## 外部連結
- ArtFira （页面存档备份，存于）